# Engesa Osório
Engesa Osório var en stridsvagn utvecklad av den brasilianska firman Engesa under 1980-talet.
Engesa var länge världens ledande tillverkare av hjuldrivna stridsfordon och Sydamerikas största producent av ammunition. För att bredda sin marknad började man under 1980-talet på eget initiativ att designa en stridsvagn för brasilianska armén. För att maximera terrängframkomligheten och för att hålla kostnaderna nere sattes maxvikten till 44 ton, vilket var avsevärt mindre än motsvarande stridsvagnar i andra länder.
Många länder visade intresse för Osório, framför allt Saudiarabien som genomförde omfattande tester av Osório i konkurrens med andra stridsvagnar. Osório visade sig vara väl lämpad för ökenförhållanden och planer utarbetades för att licenstillverka Osório i Saudiarabien under namnet Al Fahd. Även brasilianska armén visade stort intresse.
När kalla kriget tog slut valde brasilianska armén att i stället köpa begagnade M60 Patton från USA och Leopard 1 från Belgien för mycket fördelaktiga priser. Kuwaitkriget knöt Saudiarabien närmare USA och de valde i stället att köpa in M1 Abrams. Även andra affärer som Engesa hade med bland andra Irak och Libyen gick i stöpet och ledde till företagets konkurs 1993.